# Horní Čermná
Horní Čermná település Csehországban, a Pardubicei kerületben, az Ústí nad Orlicí-i járásban. Horní Čermná Dolní Čermná, Horní Třešňovec, Horní Heřmanice, Lanškroun, Výprachtice, Albrechtice, Cotkytle és Bystřec településekkel határos. Lakosainak száma 991 fő (2024. január 1.).

## Népesség
A település lakosságának változását az alábbi diagram mutatja:
| Lakosok száma | 189  | 188  | 140  | 1000 | 1039 | 1048 | 1005 | 1023 | 996  | 991  |
|               | 1869 | 1890 | 1921 | 1950 | 1980 | 2001 | 2017 | 2019 | 2022 | 2024 |